# Krisztián Németh
Krisztián Németh (pronunciació en hongarès: ˈkristiaːn ˈneːmɛt; nascut el 5 de gener de 1989) és un futbolista professional hongarès que juga com a davanter per l'Al-Gharafa de la Qatar Stars League.
El 31 de maig de 2016 es va anunciar que el seleccionador Bernd Storck l'havia inclòs en l'equip definitiu d'Hongria per disputar l'Eurocopa 2016.